# Шигин, Анатолий Георгиевич
Анатолий Георгиевич Шигин  (1922—1997) — специалист в области вычислительной техники, профессор кафедры вычислительных машин, систем и сетей Московского энергетического института. Участник Великой Отечественной войны.

## Биография
Анатолий Георгиевич Шигин родился в 1922 году в Москве. Отец Анатолия Георгиевича, Георгий Григорьевич, работал в Главном управлении снабжения Наркомпищепрома СССР. С началом войны Георгий Григорьевич служил добровольцем на фронте в рядах московского народного ополчения, погиб в 1942 году в боях под г. Вязьмой. Мать — Ольга Дмитриевна, работала бухгалтером.
В 1939 году Анатолий Георгиевич окончил московскую школу и поступил в Московский энергетический институт. Как студент МЭИ, имел бронь от службы в армии, однако пошёл добровольцем на фронт. Служил в 1-й воздушно-десантной дивизии Северо-Западного фронта помощником командира взвода. Участвовал в боях, где был ранен. После лечения в госпитале служил на Северо-Западном, Третьем Прибалтийском фронтах, Ленинградском и Балтийском флоте техником радиосвязи. После демобилизации, в 1949 году, закончил учёбу в МЭИ, получив специальность «Автоматика и телемеханика».
Учился в аспирантуре МЭИ, в 1952 году защитил кандидатскую диссертацию, связанную с вычислительной техникой, после чего занялся педагогической деятельностью. Читал в МЭИ курсы лекций «Вычислительные машины дискретного действия» по направлению, созданному в МЭИ академиком С. А. Лебедевым. С 1954 года занимал должность доцента кафедры вычислительной техники, в 1983 году был избран на должность профессора кафедры вычислительных машин, систем и сетей (ВМСС). Вёл работы по созданию систем имитационного моделирования цифровой аппаратуры, методам синтеза устройств, занимался вопросами анализа структур высокоскоростных ЭВМ.
В своё время Анатолий Георгиевич способствовал привлечению к работе на кафедре вычислительной техники МЭИ корифеев вычислительной техники СССР: М. А. Карцева, Н. Я. Матюхина, А. И. Китова, З. М. Бененсона и др.
Анатолий Георгиевич был научным руководителем около 40 аспирантов, являлся наставником дипломника МЭИ, будущего академика, основоположника создания первых многопроцессорных вычислительных комплексов «Эльбрус» В. С. Бурцева.

## Труды
- Шигин А. Г. Цифровые вычислительные машины (элементы и узлы). М.: Энергия, 1971. 318 с.;
- Шигин А. Г., Дерюгин А. А. Цифровые вычислительные машины (память ЦВМ). М.: Энергия, 1975. 536 с.
- Учебное пособие по электронным вычислительным машинам/ Ред. А. А. Дерюгин; М-во высш. и сред. спец. образования СССР. Моск. энерг. ин-т. МЭИ. — Москва: МЭИ, 1977.

## Награды и звания
- Орден Красной Звезды
- Орден Отечественной войны I степени
- Орден Дружбы народов
- Золотая и серебряная медали ВДНХ